# Чудното пътуване на Нилс Холгерсон с дивите гъски
„Чудното пътуване на Нилс Холгерсон с дивите гъски“ (на японски: ニルスのふしぎな旅) е аниме адаптация на романа „Чудното пътуване на Нилс Холгерсон през Швеция“, написан от шведската писателка Селма Лагерльоф през 1906 г. Сериалът се състои от 52 епизода и се излъчва по японския телевизионен канал NHK от януари 1980 г. до март 1981 г. Той е първата продукция на студио Pierrot.

## В България
В България сериалът започва излъчване през 2008 г. по Канал 1 на БНТ, и през 2009 г. се излъчва повторно по обновения БНТ 1. Българският дублаж е обработен в главна редакция „Кино“. Екипът се състои от:
| Преводач            | Елка Рубибанова                                                       |
| Редактор            | Наташа Тодорова                                                       |
| Тонрежисьор         | Габриела Жекова                                                       |
| Режисьор на дублажа | Мария Николова                                                        |
| Озвучаващи артисти  | Ася Рачева Мариан Бачев Радослав Рачев Георги Георгиев Йорданка Илова |